# Informatiemanager
Een informatiemanager is een functionaris die verantwoordelijk is voor informatiemanagement, dat wil zeggen het vertalen van de informatiebehoeften die vanuit verschillende werk- en bedrijfsprocessen van een organisatie ontstaan in informatievoorziening. Een informatiemanager functioneert hierbij als opdrachtgever voor de ICT-leverancier en vertegenwoordigt de gebruikersorganisatie als afnemer van de informatievoorziening. De informatiemanager maakt in de regel dus geen onderdeel uit van de ICT-afdeling, maar van de gebruikersorganisatie. Het werkveld van de informatiemanager heeft daardoor meer gemeen met die van een organisatieadviseur (en vaak die van een leidinggevende) dan die van een ICT-specialist.
Naarmate een organisatie groter wordt, naarmate de kans toeneemt dat de informatiemanager het informatiemanagement niet zelf uitvoert, maar dat hij ook verantwoordelijk is voor het team dat hem hierin ondersteunt. Vaak bestaat zo'n team uit één of meerdere functioneel beheerders, beleidsmedewerkers en organisatieadviseurs. Soms gebruikt men voor de leidinggevende functie een andere benaming, bijvoorbeeld teamleider informatiemanagement. In zo'n organisatie is een informatiemanager een soort beleidsmedewerker die rapporteert aan een teamleider informatiemanagement.
De informatiemanager werkt op strategisch en tactisch niveau. Operationele taken worden doorgaans waargenomen door een functioneel beheerder. Een informatiemanager voert vaak regie over projecten om te zorgen dat nieuwe ontwikkelingen aansluiten op doelstellingen voor de lange termijn. Wanneer er sprake is van een project maakt de informatiemanager vaak deel uit van de stuurgroep, terwijl een functioneel beheerder een rol in het project op zich kan nemen.

## Opleidingen, cursussen en trainingen
Informatiemanagement is een relatief jong vakgebied. Er bestaan inmiddels ook opleidingen informatiemanagement, zowel op het hbo als op de universiteit, maar omdat het vakgebied nog niet zo lang bestaat en omdat informatiemanager doorgaans enige jaren werkervaring vereist, hebben maar weinig informatiemanagers een dergelijke opleiding gevolgd. Veel informatiemanagers hebben een hbo- of universitaire achtergrond en hebben die doorgaans aangevuld met andere cursussen en trainingen. Als inhoudelijk fundament wordt daarbij vaak het examen BiSL-Foundation gehaald. Andere cursussen en trainingen die zij vaak volgen zijn gericht op het ontwikkelen van soft skills als adviesvaardigheden en beïnvloedingstechnieken.
De opleidingen informatiemanagement die door hbo-instellingen en universiteiten worden aangeboden hebben een multidisciplinair karakter. Soms worden deze opleidingen aangeboden onder iets andere benamingen, zoals: Bachelor ICT-business solutions, of Master Informatiekunde.

## Competenties en vaardigheden
De informatiemanager zorgt in zijn werk voor verbinding tussen verschillende afdelingen en organisaties en tussen verschillende werkzaamheden. Competenties die hierbij passen zijn bijvoorbeeld adviseren, analytisch vermogen, bestuurs- en organisatiesensitiviteit, informatieanalyse, draagvlak creëren, luisteren, netwerkvaardigheid, plannen en organiseren, strategisch handelen, tactisch handelen en toekomstvisie. Wanneer een informatiemanager leiding geeft aan een team is leidinggeven uiteraard ook een voor de hand liggende competentie.
Van ICT-specialismen als programmeertalen hoeft de informatiemanager daarentegen geen diepgaande kennis te hebben, hij moet slechts in staat zijn om met de verantwoordelijke ICT-specialisten te praten in een taal die zij begrijpen. ICT valt immers niet onder informatiemanagement maar is opdrachtnemer van de gebruikersorganisatie die informatiemanagement richting ICT vertegenwoordigt.

## Overig
Incidenteel wordt de term informatiemanager gebruikt voor medewerkers die op meer operationeel niveau zorgen voor gegevensbeheer. Het gaat dan bijvoorbeeld om functies bibliothecaris, documentalist, mediathecaris, titelbeschrijver, vakreferent of andere functie in documentatiecentra, mediatheken, wetenschappelijke- en universiteitsbibliotheken, openbare bibliotheken, bedrijfsbibliotheken en alle overige bibliotheken.